# EHF-Pokal 2015/16
Am EHF-Pokal 2015/16 nahmen Handball-Vereinsmannschaften aus Europa teil, die sich in der vorangegangenen Saison in ihren Heimatländern für den Wettbewerb qualifiziert hatten. Die Pokalspiele begannen am 5. September 2015. Pokalsieger wurde Frisch Auf Göppingen nach einem Sieg gegen HBC Nantes aus Frankreich, den Gastgeber des Final Four.

## Runde 1
Es nahmen die 24 Mannschaften teil, die sich vorher für den Wettbewerb qualifiziert hatten.
Die Auslosung der 1. Runde fand am 21. Juli 2015 um 11:00 Uhr (UTC+2) statt.
Die Hinspiele fanden von 5. bis zum 12. September 2015 und die Rückspiele von 6. bis zum 13. September 2015 statt.

### Qualifizierte Teams
| Topf 1: - Dinamo Bukarest - Hubo Initia Hasselt - RK Poreč - HC Fregata-Burgas - GRK Varaždin 1930 - PGU-Kartina TV Tiraspol - Põlva Serviti - Ystad IF HF - HB Dudelange - HV. KRAS/Volendam - TSV St. Otmar St. Gallen - SSV Bozen Loacker | Topf 2: - Energia Târgu-Jiu - Merzifon Belediye Hentbol SK - Maccabi Rishon Lezion - KH BESA Famiglia - A.S.D. Romagna Handball - Górnik Zabrze - Klaipėda Dragūnas - Handball Kaerjeng - Haslum HK - RK Lovćen Cetinje - Riihimäki Cocks - Haukar Hafnarfjörður |

### Ausgeloste Spiele und Ergebnisse
| Mannschaft 1                       | Mannschaft 2                            | Hinspiel             | Rückspiel            | Gesamt   |
| ---------------------------------- | --------------------------------------- | -------------------- | -------------------- | -------- |
| Dinamo Bukarest 18 Ragot           | Energia Târgu-Jiu 15 Acatrinei          | 05.09. Sa. 18:00 Uhr | 13.09. So. 18:00 Uhr | 62:48    |
| Dinamo Bukarest 18 Ragot           | Energia Târgu-Jiu 15 Acatrinei          | 38:24 (15:11)        | 24:24 (12:13)        | 62:48    |
| Dinamo Bukarest 18 Ragot           | Energia Târgu-Jiu 15 Acatrinei          | 700 Zuschauer        | 650 Zuschauer        | 62:48    |
| Hubo Initia Hasselt 11 Bogaerts    | Merzifon Belediye Hentbol SK 8 Arapović | 05.09. Sa. 20:15 Uhr | 06.09. So. 15:00 Uhr | 70:45    |
| Hubo Initia Hasselt 11 Bogaerts    | Merzifon Belediye Hentbol SK 8 Arapović | 37:21 (20:10)        | 33:24 (16:10)        | 70:45    |
| Hubo Initia Hasselt 11 Bogaerts    | Merzifon Belediye Hentbol SK 8 Arapović | 510 Zuschauer        | 180 Zuschauer        | 70:45    |
| RK Poreč 11 Rađaković              | Maccabi Rishon Lezion 11 Gera           | 05.09. Sa. 20:00 Uhr | 06.09. So. 20:00 Uhr | 46:42    |
| RK Poreč 11 Rađaković              | Maccabi Rishon Lezion 11 Gera           | 20:18 ( 8:12)        | 26:24 (11:14)        | 46:42    |
| RK Poreč 11 Rađaković              | Maccabi Rishon Lezion 11 Gera           | 800 Zuschauer        | 800 Zuschauer        | 46:42    |
| HC Fregata-Burgas 10 Petkov        | KH BESA Famiglia 11 Jupa                | 06.09. So. 18:00 Uhr | 13.09. So. 19:00 Uhr | 38:54    |
| HC Fregata-Burgas 10 Petkov        | KH BESA Famiglia 11 Jupa                | 18:24 (10:13)        | 20:30 (10:15)        | 38:54    |
| HC Fregata-Burgas 10 Petkov        | KH BESA Famiglia 11 Jupa                | 250 Zuschauer        | 1.200 Zuschauer      | 38:54    |
| GRK Varaždin 1930 12 Marčec        | A.S.D. Romagna Handball 8 Santilli      | 05.09. Sa. 19:00 Uhr | 12.09. Sa. 19:30 Uhr | 47:36    |
| GRK Varaždin 1930 12 Marčec        | A.S.D. Romagna Handball 8 Santilli      | 26:16 (15: 9)        | 21:20 (10:10)        | 47:36    |
| GRK Varaždin 1930 12 Marčec        | A.S.D. Romagna Handball 8 Santilli      | 500 Zuschauer        | 640 Zuschauer        | 47:36    |
| PGU-Kartina TV Tiraspol 15 Lupasco | Górnik Zabrze 12 Daćko, Niewrzawa       | 12.09. Sa. 18:00 Uhr | 13.09. So. 17:00 Uhr | 50:76    |
| PGU-Kartina TV Tiraspol 15 Lupasco | Górnik Zabrze 12 Daćko, Niewrzawa       | 25:40 (11:21)        | 25:36 (13:21)        | 50:76    |
| PGU-Kartina TV Tiraspol 15 Lupasco | Górnik Zabrze 12 Daćko, Niewrzawa       | 300 Zuschauer        | 200 Zuschauer        | 50:76    |
| Põlva Serviti 15 Puna              | Klaipėda Dragūnas 17 Stropus            | 05.09. Sa. 18:00 Uhr | 12.09. Sa. 17:00 Uhr | 53:49    |
| Põlva Serviti 15 Puna              | Klaipėda Dragūnas 17 Stropus            | 29:26 (14:12)        | 24:23 (17:10)        | 53:49    |
| Põlva Serviti 15 Puna              | Klaipėda Dragūnas 17 Stropus            | 400 Zuschauer        | 1.000 Zuschauer      | 53:49    |
| Ystads IF HF 18 Nilsson            | Handball Kaerjeng 11 Praznik            | 05.09. Sa. 16:00 Uhr | 12.09. Sa. 19:00 Uhr | 76:48    |
| Ystads IF HF 18 Nilsson            | Handball Kaerjeng 11 Praznik            | 41:28 (20:17)        | 35:20 (18:11)        | 76:48    |
| Ystads IF HF 18 Nilsson            | Handball Kaerjeng 11 Praznik            | 754 Zuschauer        | 400 Zuschauer        | 76:48    |
| HB Dudelange 8 Smenov              | Haslum HK 11 Patricksson                | 11.09. Fr. 19:30 Uhr | 12.09. Sa. 16:00 Uhr | 51 : 68  |
| HB Dudelange 8 Smenov              | Haslum HK 11 Patricksson                | 27 : 34 (11:20)      | 24 : 34 (14:17)      | 51 : 68  |
| HB Dudelange 8 Smenov              | Haslum HK 11 Patricksson                | 200 Zuschauer        | 250 Zuschauer        | 51 : 68  |
| HV. KRAS/Volendam 11 Duin          | RK Lovćen Cetinje 10 Latković           | 12.09. Sa. 19:00 Uhr | 13.09. So. 15:00 Uhr | 64:41    |
| HV. KRAS/Volendam 11 Duin          | RK Lovćen Cetinje 10 Latković           | 34:23 (18:10)        | 30:18 (18: 9)        | 64:41    |
| HV. KRAS/Volendam 11 Duin          | RK Lovćen Cetinje 10 Latković           | 300 Zuschauer        | 200 Zuschauer        | 64:41    |
| TSV St. Otmar St. Gallen 13 Banić  | Riihimäki Cocks 14 Rönnberg             | 06.09. So. 17:00 Uhr | 12.09. Sa. 16:00 Uhr | 67 : 55  |
| TSV St. Otmar St. Gallen 13 Banić  | Riihimäki Cocks 14 Rönnberg             | 34:24 (15: 9)        | 33:31 (14:15)        | 67 : 55  |
| TSV St. Otmar St. Gallen 13 Banić  | Riihimäki Cocks 14 Rönnberg             | 620 Zuschauer        | 335 Zuschauer        | 67 : 55  |
| SSV Bozen Loacker 19 Turkovic      | Haukar Hafnarfjörður 11 Halldórsson     | 12.09. Sa. 19:00 Uhr | 13.09. So. 18:00 Uhr | 50:50(a) |
| SSV Bozen Loacker 19 Turkovic      | Haukar Hafnarfjörður 11 Halldórsson     | 30:24 (17:13)        | 20:26 (10:15)        | 50:50(a) |
| SSV Bozen Loacker 19 Turkovic      | Haukar Hafnarfjörður 11 Halldórsson     | 400 Zuschauer        | 400 Zuschauer        | 50:50(a) |

## Runde 2
Es nahmen die 12 Sieger der 1. Runde, der Viertplatzierte der ersten Playoff-Spiele der EHF-Champions-League-Qualifikation und die 19 für diese Runde des Wettbewerbs qualifizierten Mannschaften teil.
Die Auslosung der 2. Runde fand am 21. Juli 2015 um 11:00 Uhr (UTC+2) statt.
Die Hinspiele und Rückspiele wurden zwischen dem 10. und 17. Oktober 2015 ausgetragen.

### Ausgeloste Spiele und Ergebnisse
| Mannschaft 1                         | Mannschaft 2                     | Hinspiel             | Rückspiel            | Gesamt  |
| ------------------------------------ | -------------------------------- | -------------------- | -------------------- | ------- |
| A.C. Diomidis Argous 10 Papadopoylos | Dinamo Bukarest 14 Diaw          | 10.10. Sa. 17:00 Uhr | 11.10. So. 15:00 Uhr | 41 : 61 |
| A.C. Diomidis Argous 10 Papadopoylos | Dinamo Bukarest 14 Diaw          | 21 : 26 (9 : 16)     | 20 : 35 (8 : 17)     | 41 : 61 |
| A.C. Diomidis Argous 10 Papadopoylos | Dinamo Bukarest 14 Diaw          | 400 Zuschauer        | 250 Zuschauer        | 41 : 61 |
| Csurgói KK 10 Faluvégi               | Pogoń Stettin 11 Gierak          | 17.10. Sa. 18:00 Uhr | 11.10. So. 18:00 Uhr | 59 : 46 |
| Csurgói KK 10 Faluvégi               | Pogoń Stettin 11 Gierak          | 29 : 19 (15 : 11)    | 30 : 27 (18 : 13)    | 59 : 46 |
| Csurgói KK 10 Faluvégi               | Pogoń Stettin 11 Gierak          | 800 Zuschauer        | 1.600 Zuschauer      | 59 : 46 |
| ØIF Arendal 10 Simonsen              | KH BESA Famiglia 14 Biljaka      | 10.10. Sa. 20:00 Uhr | 11.10. So. 18:00 Uhr | 65 : 43 |
| ØIF Arendal 10 Simonsen              | KH BESA Famiglia 14 Biljaka      | 34 : 18 (17 : 7)     | 31 : 25 (16 : 13)    | 65 : 43 |
| ØIF Arendal 10 Simonsen              | KH BESA Famiglia 14 Biljaka      | 836 Zuschauer        | 801 Zuschauer        | 65 : 43 |
| Talent M.A.T. Plzeň 17 Tonar         | RK Poreč 11 Rađaković            | 11.10. So. 10:30 Uhr | 18.10. So. 18:00 Uhr | 54 : 49 |
| Talent M.A.T. Plzeň 17 Tonar         | RK Poreč 11 Rađaković            | 27 : 24 (15 : 11)    | 27 : 25 (14 : 15)    | 54 : 49 |
| Talent M.A.T. Plzeň 17 Tonar         | RK Poreč 11 Rađaković            | 896 Zuschauer        | 1.000 Zuschauer      | 54 : 49 |
| Pfadi Winterthur 16 Jud              | Põlva Serviti 8 Puna             | 10.10. Sa. 18:00 Uhr | 17.10. Sa. 18:00 Uhr | 62 : 44 |
| Pfadi Winterthur 16 Jud              | Põlva Serviti 8 Puna             | 31 : 24 (17 : 12)    | 21 : 20 (9 : 8)      | 62 : 44 |
| Pfadi Winterthur 16 Jud              | Põlva Serviti 8 Puna             | 450 Zuschauer        | 378 Zuschauer        | 62 : 44 |
| Hubo Initia Hasselt 12 Bogaerts      | RK Spartak Vojput 10 Đekić       | 10.10. Sa. 20:15 Uhr | 17.10. Sa. 18:00 Uhr | 48 : 43 |
| Hubo Initia Hasselt 12 Bogaerts      | RK Spartak Vojput 10 Đekić       | 27 : 20 (11 : 10)    | 21 : 23 (10 : 11)    | 48 : 43 |
| Hubo Initia Hasselt 12 Bogaerts      | RK Spartak Vojput 10 Đekić       | 600 Zuschauer        | 1.000 Zuschauer      | 48 : 43 |
| GK Permskije Medwedi 12 Aslanjan     | Ystad IF HF 21 Nilsson           | 11.10. So. 15:00 Uhr | 17.10. Sa. 17:00 Uhr | 54 : 55 |
| GK Permskije Medwedi 12 Aslanjan     | Ystad IF HF 21 Nilsson           | 30 : 28 (16 : 12)    | 24 : 27 (12 : 14)    | 54 : 55 |
| GK Permskije Medwedi 12 Aslanjan     | Ystad IF HF 21 Nilsson           | 850 Zuschauer        | 869 Zuschauer        | 54 : 55 |
| CSM Bukarest 13 Negru                | Bregenz Handball 13 Varvne       | 11.10. So. 12:00 Uhr | 17.10. Sa. 19:00 Uhr | 50 : 47 |
| CSM Bukarest 13 Negru                | Bregenz Handball 13 Varvne       | 28 : 24 (13 : 12)    | 22 : 23 (9 : 12)     | 50 : 47 |
| CSM Bukarest 13 Negru                | Bregenz Handball 13 Varvne       | 1.500 Zuschauer      | 1.521 Zuschauer      | 50 : 47 |
| TSV St. Otmar St. Gallen 16 Babák    | Alingsås HK 13 Enström           | 11.10. So. 17:00 Uhr | 18.10. So. 17:00 Uhr | 53 : 52 |
| TSV St. Otmar St. Gallen 16 Babák    | Alingsås HK 13 Enström           | 27 : 25 (13 : 11)    | 26 : 27 (13 : 15)    | 53 : 52 |
| TSV St. Otmar St. Gallen 16 Babák    | Alingsås HK 13 Enström           | 650 Zuschauer        | 949 Zuschauer        | 53 : 52 |
| RK Nexe 10 Zrnić, Pavletić           | GRK Varaždin 1930 10 Vujović     | 10.10. Sa. 19:00 Uhr | 18.10. So. 18:00 Uhr | 62 : 41 |
| RK Nexe 10 Zrnić, Pavletić           | GRK Varaždin 1930 10 Vujović     | 30 : 20 (15 : 11)    | 32 : 21 (16 : 10)    | 62 : 41 |
| RK Nexe 10 Zrnić, Pavletić           | GRK Varaždin 1930 10 Vujović     | 1.260 Zuschauer      | 300 Zuschauer        | 62 : 41 |
| Haukar Hafnarfjörður 19 Smárason     | RK Zomimak-M 11 Pecakovski       | 16.10. Fr. 20:00 Uhr | 17.10. Sa. 16:00 Uhr | 63 : 44 |
| Haukar Hafnarfjörður 19 Smárason     | RK Zomimak-M 11 Pecakovski       | 34 : 20 (17 : 7)     | 29 : 24 (12 : 11)    | 63 : 44 |
| Haukar Hafnarfjörður 19 Smárason     | RK Zomimak-M 11 Pecakovski       | 406 Zuschauer        | 453 Zuschauer        | 63 : 44 |
| Team Tvis Holstebro 15 Christensen   | Sporting CP 15 Portela           | 11.10. So. 13:00 Uhr | 17.10. Sa. 18:30 Uhr | 64 : 63 |
| Team Tvis Holstebro 15 Christensen   | Sporting CP 15 Portela           | 36 : 31 (20 : 17)    | 28 : 32 (16 : 16)    | 64 : 63 |
| Team Tvis Holstebro 15 Christensen   | Sporting CP 15 Portela           | 992 Zuschauer        | 500 Zuschauer        | 64 : 63 |
| Górnik Zabrze 14 Jurasik             | ZTR Saporischschja 15 Karamschew | 10.10. Sa. 18:00 Uhr | 17.10. Sa. 17:00 Uhr | 54 : 52 |
| Górnik Zabrze 14 Jurasik             | ZTR Saporischschja 15 Karamschew | 28 : 25 (12 : 14)    | 26 : 27 (14 : 12)    | 54 : 52 |
| Górnik Zabrze 14 Jurasik             | ZTR Saporischschja 15 Karamschew | 400 Zuschauer        | 300 Zuschauer        | 54 : 52 |
| Haslum HK 11 Pedersen                | RK Borac m:tel 13 Bojinović      | 10.10. Sa. 16:00 Uhr | 18.10. So. 20:15 Uhr | 53 : 60 |
| Haslum HK 11 Pedersen                | RK Borac m:tel 13 Bojinović      | 28 : 29 (9 : 17)     | 25 : 31 (14 : 15)    | 53 : 60 |
| Haslum HK 11 Pedersen                | RK Borac m:tel 13 Bojinović      | 352 Zuschauer        | 1.100 Zuschauer      | 53 : 60 |
| HV. KRAS/Volendam 15 Smits           | SKA Minsk 15 Bachko              | 10.10. Sa. 19:00 Uhr | 18.10. So. 16:00 Uhr | 55 : 64 |
| HV. KRAS/Volendam 15 Smits           | SKA Minsk 15 Bachko              | 25 : 32 (15 : 14)    | 30 : 32 (15 : 15)    | 55 : 64 |
| HV. KRAS/Volendam 15 Smits           | SKA Minsk 15 Bachko              | 250 Zuschauer        | 600 Zuschauer        | 55 : 64 |
| Chambéry Savoie Handball 12 Matulić  | HC Sporta Hlohovec 9 Zaťko       | 11.10. So. 18:00 Uhr | 17.10. Sa. 18:00 Uhr | 66 : 40 |
| Chambéry Savoie Handball 12 Matulić  | HC Sporta Hlohovec 9 Zaťko       | 35 : 12 (15 : 3)     | 31 : 28 (14 : 18)    | 66 : 40 |
| Chambéry Savoie Handball 12 Matulić  | HC Sporta Hlohovec 9 Zaťko       | 2.800 Zuschauer      | 950 Zuschauer        | 66 : 40 |

## Runde 3
An dieser Runde nahmen die 16 Sieger der 2. Runde, der Zweit- und Drittplatzierte der K.-o.-Spiele der EHF-Champions-League-Qualifikation und die Mannschaften teil, die sich vorher für den Wettbewerb qualifiziert hatten.
Die Auslosung der 3. Runde fand am 30. Oktober 2015 in Wien statt.
Die Hinspiele wurden am 21./22. November 2015 ausgetragen. Die Rückspiele fanden am 28./29. November 2015 statt.

### Qualifizierte Teams
| Topf 1: - Füchse Berlin (Titelverteidiger) - Alpla HC Hard (CL Qualifikationsturnier Platz 2) - OCI-Lions (CL Qualifikationsturnier Platz 3) - Fraikin BM Granollers - RK Gorenje Velenje - SC Magdeburg - Bjerringbro-Silkeborg - Helvetia Anaitasuna - HBC Nantes - RK Maribor Branik - Grundfos Tatabanya KC - KS Azoty-Pulawy - Frisch Auf Göppingen - Aalborg Håndbold - Frigoríficos Morrazo - Saint-Raphaël Var Handball | Topf 2: - Dinamo Bukarest (Sieger 2. Runde) - Csurgói KK (Sieger 2. Runde) - OIF Arendal (Sieger 2. Runde) - Talent M.A.T. Plzeň (Sieger 2. Runde) - Pfadi Winterthur (Sieger 2. Runde) - Hubo Initia Hasselt (Sieger 2. Runde) - Ystads IF HF (Sieger 2. Runde) - CSM Bucuresti (Sieger 2. Runde) - TSV St. Otmar St. Gallen (Sieger 2. Runde) - RK Nexe (Sieger 2. Runde) (Sieger 2. Runde) - Haukar Hafnarfjörður (Sieger 2. Runde) - Team Tvis Holstebro (Sieger 2. Runde) - Górnik Zabrze (Sieger 2. Runde) - RK Borac m:tel (Sieger 2. Runde) - SKA Minsk (Sieger 2. Runde) - Chambéry Savoie HB (Sieger 2. Runde) |

### Ausgeloste Spiele und Ergebnisse
| Mannschaft 1                              | Mannschaft 2                               | Hinspiel             | Rückspiel            | Gesamt  |
| ----------------------------------------- | ------------------------------------------ | -------------------- | -------------------- | ------- |
| Pfadi Winterthur 22 Hess                  | KS Azoty-Pulawy 8 Krajewski                | 22.11. So. 16:00 Uhr | 28.11. Sa. 18:00 Uhr | 59 : 48 |
| Pfadi Winterthur 22 Hess                  | KS Azoty-Pulawy 8 Krajewski                | 29 : 25 (13 : 13)    | 30 : 23 (0 : 0)      | 59 : 48 |
| Pfadi Winterthur 22 Hess                  | KS Azoty-Pulawy 8 Krajewski                | 450 Zuschauer        | 700 Zuschauer        | 59 : 48 |
| Ystad IF HF 19 Nilsson                    | Grundfos Tatabanya KC 12 Vujovic           | 21.11. Sa. 14:30 Uhr | 29.11. So. 15:00 Uhr | 59 : 48 |
| Ystad IF HF 19 Nilsson                    | Grundfos Tatabanya KC 12 Vujovic           | 28 : 28 (15 : 15)    | 31 : 20 (16 : 11)    | 59 : 48 |
| Ystad IF HF 19 Nilsson                    | Grundfos Tatabanya KC 12 Vujovic           | 711 Zuschauer        | 978 Zuschauer        | 59 : 48 |
| RK Maribor Branik 12 Cingesar             | Dinamo Bukarest 17 Vrankovic               | 21.11. Sa. 19:30 Uhr | 29.11. So. 18:00 Uhr | 52 : 57 |
| RK Maribor Branik 12 Cingesar             | Dinamo Bukarest 17 Vrankovic               | 27 : 26 (15 : 11)    | 25 : 31 (9 : 20)     | 52 : 57 |
| RK Maribor Branik 12 Cingesar             | Dinamo Bukarest 17 Vrankovic               | 700 Zuschauer        | 600 Zuschauer        | 52 : 57 |
| Alpla HC Hard 10 Zeiner                   | SKA Minsk 16 Karalek                       | 21.11. Sa. 20:00 Uhr | 29.11. So. 18:00 Uhr | 46 : 68 |
| Alpla HC Hard 10 Zeiner                   | SKA Minsk 16 Karalek                       | 23 : 33 (9 : 17)     | 23 : 35 (12 : 17)    | 46 : 68 |
| Alpla HC Hard 10 Zeiner                   | SKA Minsk 16 Karalek                       | 1.400 Zuschauer      | 1.500 Zuschauer      | 46 : 68 |
| RK Gorenje Velenje 12 Bozovic             | Team Tvis Holstebro 16 Balling Christensen | 22.11. So. 17:00 Uhr | 29.11. So. 13:00 Uhr | 52 : 61 |
| RK Gorenje Velenje 12 Bozovic             | Team Tvis Holstebro 16 Balling Christensen | 25 : 29 (14 : 16)    | 27 : 32 (14 : 18)    | 52 : 61 |
| RK Gorenje Velenje 12 Bozovic             | Team Tvis Holstebro 16 Balling Christensen | 1.500 Zuschauer      | 843 Zuschauer        | 52 : 61 |
| Aalborg Håndbold 11 Berggren, Engelbrecht | TSV St. Otmar St. Gallen 10 Szymanski      | 21.11. Sa. 15:00 Uhr | 28.11. Sa. 17:00 Uhr | 62 : 48 |
| Aalborg Håndbold 11 Berggren, Engelbrecht | TSV St. Otmar St. Gallen 10 Szymanski      | 30 : 20 (14 : 10)    | 32 : 28 (17 : 14)    | 62 : 48 |
| Aalborg Håndbold 11 Berggren, Engelbrecht | TSV St. Otmar St. Gallen 10 Szymanski      | 2.552 Zuschauer      | 600 Zuschauer        | 62 : 48 |
| Hubo Initia Hasselt 11 Van Criekinge      | Helvetia Anaitasuna 11 Ugarte Cortes       | 21.11. Sa. 20:15 Uhr | 29.11. So. 12:30 Uhr | 46 : 52 |
| Hubo Initia Hasselt 11 Van Criekinge      | Helvetia Anaitasuna 11 Ugarte Cortes       | 20 : 28 (8 : 13)     | 26 : 24 (16 : 13)    | 46 : 52 |
| Hubo Initia Hasselt 11 Van Criekinge      | Helvetia Anaitasuna 11 Ugarte Cortes       | 800 Zuschauer        | 1.500 Zuschauer      | 46 : 52 |
| RK Borac m:tel 9 Jankovic                 | OCI-Lions 11 I. Steins                     | 21.11. Sa. 20:15 Uhr | 28.11. Sa. 19:30 Uhr | 51 : 58 |
| RK Borac m:tel 9 Jankovic                 | OCI-Lions 11 I. Steins                     | 29 : 31 (15 : 15)    | 23 : 27 (10 : 12)    | 51 : 58 |
| RK Borac m:tel 9 Jankovic                 | OCI-Lions 11 I. Steins                     | 1.200 Zuschauer      | 2.055 Zuschauer      | 51 : 58 |
| Talent M.A.T. Plzeň 14 Skvaril            | Bjerringbro-Silkeborg 14 Nielsen           | 22.11. So. 10:30 Uhr | 29.11. So. 16:00 Uhr | 51 : 66 |
| Talent M.A.T. Plzeň 14 Skvaril            | Bjerringbro-Silkeborg 14 Nielsen           | 28 : 31 (13 : 19)    | 23 : 35 (10 : 15)    | 51 : 66 |
| Talent M.A.T. Plzeň 14 Skvaril            | Bjerringbro-Silkeborg 14 Nielsen           | 1.500 Zuschauer      | 1.903 Zuschauer      | 51 : 66 |
| RK Nexe 9 Srsen                           | HBC Nantes 10 Rivera Folch                 | 21.11. Sa. 19:00 Uhr | 28.11. Sa. 19:00 Uhr | 44 : 48 |
| RK Nexe 9 Srsen                           | HBC Nantes 10 Rivera Folch                 | 26 : 26 (12 : 14)    | 18 : 22 (9 : 11)     | 44 : 48 |
| RK Nexe 9 Srsen                           | HBC Nantes 10 Rivera Folch                 | 1.950 Zuschauer      | 4.250 Zuschauer      | 44 : 48 |
| Füchse Berlin 18 Nenadić                  | Chambéry Savoie HB 16 N’guessan            | 21.11. Sa. 16:00 Uhr | 28.11. Sa. 20:00 Uhr | 61 : 65 |
| Füchse Berlin 18 Nenadić                  | Chambéry Savoie HB 16 N’guessan            | 31 : 31 (16 : 15)    | 30 : 34 (17 : 19)    | 61 : 65 |
| Füchse Berlin 18 Nenadić                  | Chambéry Savoie HB 16 N’guessan            | 2.000 Zuschauer      | 4.000 Zuschauer      | 61 : 65 |
| Górnik Zabrze 14 Scigaj                   | Frisch Auf Göppingen 12 Kraus              | 21.11. Sa. 18:00 Uhr | 25.11. Mi. 19:30 Uhr | 58 : 77 |
| Górnik Zabrze 14 Scigaj                   | Frisch Auf Göppingen 12 Kraus              | 29 : 39 (17 : 20)    | 29 : 38 (16 : 19)    | 58 : 77 |
| Górnik Zabrze 14 Scigaj                   | Frisch Auf Göppingen 12 Kraus              | 680 Zuschauer        | 3.000 Zuschauer      | 58 : 77 |
| CSM Bucuresti 14 Milosevic                | Frigoríficos Morrazo 13 García Barreiro    | 22.11. So. 12:30 Uhr | 29.11. So. 19:00 Uhr | 60 : 53 |
| CSM Bucuresti 14 Milosevic                | Frigoríficos Morrazo 13 García Barreiro    | 31 : 24 (18 : 13)    | 29 : 29 (11 : 14)    | 60 : 53 |
| CSM Bucuresti 14 Milosevic                | Frigoríficos Morrazo 13 García Barreiro    | 400 Zuschauer        | 2.800 Zuschauer      | 60 : 53 |
| SC Magdeburg 14 Damgaard                  | Csurgói KK 12 Čavor                        | 21.11. Sa. 17:00 Uhr | 28.11. Sa. 18:00 Uhr | 65 : 61 |
| SC Magdeburg 14 Damgaard                  | Csurgói KK 12 Čavor                        | 42 : 37 (22 : 15)    | 23 : 24 (10 : 10)    | 65 : 61 |
| SC Magdeburg 14 Damgaard                  | Csurgói KK 12 Čavor                        | 3.527 Zuschauer      | 1.200 Zuschauer      | 65 : 61 |
| Haukar Hafnarfjörður 10 Smarason          | Saint-Raphaël Var Handball 9 Dipanda       | 22.11. So. 18:00 Uhr | 29.11. So. 16:00 Uhr | 46 : 59 |
| Haukar Hafnarfjörður 10 Smarason          | Saint-Raphaël Var Handball 9 Dipanda       | 28 : 29 (10 : 15)    | 18 : 30 (6 : 15)     | 46 : 59 |
| Haukar Hafnarfjörður 10 Smarason          | Saint-Raphaël Var Handball 9 Dipanda       | 950 Zuschauer        | 1.142 Zuschauer      | 46 : 59 |
| Fraikin BM. Granollers 11 Valadao Gama    | ØIF Arendal 15 Jøndal                      | 22.11. So. 19:15 Uhr | 29.11. So. 18:00 Uhr | 55 : 49 |
| Fraikin BM. Granollers 11 Valadao Gama    | ØIF Arendal 15 Jøndal                      | 29 : 21 (13 : 11)    | 26 : 28 (14 : 11)    | 55 : 49 |
| Fraikin BM. Granollers 11 Valadao Gama    | ØIF Arendal 15 Jøndal                      | 1.808 Zuschauer      | 954 Zuschauer        | 55 : 49 |

## Gruppenphase
Für die Gruppenphase waren die 16 Sieger aus der 3. Runde qualifiziert.

Die Auslosung der Gruppenphase fand am 3. Dezember 2015 in Wien statt.

### Gruppe A
| Pl. | Mannschaft            | Sp. | S | U | N | T   | GT  | Diff | Pkt |
| --- | --------------------- | --- | - | - | - | --- | --- | ---- | --- |
| 1.  | SC Magdeburg          | 6   | 4 | 0 | 2 | 184 | 162 | +20  | 8   |
| 2.  | Fraikin BM Granollers | 6   | 3 | 1 | 2 | 172 | 165 | +7   | 7   |
| 3.  | Dinamo Bukarest       | 6   | 2 | 1 | 3 | 166 | 181 | -25  | 5   |
| 4.  | Aalborg Håndbold      | 6   | 1 | 2 | 3 | 147 | 161 | -14  | 4   |

| So. 14. Februar 2016, 12:30 Uhr Palau d’Esports, Granollers        | Fraikin BM Granollers Ferrán Solé Sala 10                | 28 : 29 (20 : 13) | Dinamo Bukarest Pierre Yves Ragot, Ciprian Sandru je 6         | 1.350 Zuschauer Spielbericht |
| So. 14. Februar 2016, 17:00 Uhr GETEC Arena, Magdeburg             | SC Magdeburg Robert Weber 6                              | 25 : 19 (12 : 9)0 | Aalborg Håndbold Christian Jensen, Martin Larsen je 6          | 3.481 Zuschauer Spielbericht |
| Sa. 20. Februar 2016, 15:00 Uhr Jutlander Bank Arena, Aalborg      | Aalborg Håndbold Christian Jensen 7                      | 25 : 31 (11 : 15) | Fraikin BM Granollers Guilherme Valadao Gama 7                 | 3.915 Zuschauer Spielbericht |
| So. 21. Februar 2016, 14:00 Uhr Bukarest                           | Dinamo Bukarest Ciprian Sandru 9                         | 33 : 34 (18 : 14) | SC Magdeburg Robert Weber 9                                    | 1.850 Zuschauer Spielbericht |
| Sa. 27. Februar 2016, 17:00 Uhr GETEC Arena, Magdeburg             | SC Magdeburg Robert Weber 8                              | 32 : 28 (16 : 14) | Fraikin BM Granollers Ferrán Solé Sala 6                       | 3.903 Zuschauer Spielbericht |
| Sa. 27. Februar 2016, 13:30 Uhr Jutlander Bank Arena, Aalborg      | Aalborg Håndbold Christian Jensen 6                      | 28 : 28 (17 : 13) | Dinamo Bukarest Ciprian Sandru 5                               | 3.347 Zuschauer Spielbericht |
| Sa. 5. März 2016, 15:30 Uhr Romeo Iamandi, Buzău                   | Dinamo Bukarest Jakov Vranković 8                        | 28 : 25 (17 : 12) | Aalborg Håndbold Martin Larsen 6                               | 1.800 Zuschauer Spielbericht |
| So. 6. März 2016, 13:00 Uhr Palau d’Esports, Granollers            | Fraikin BM Granollers Adrià Figueras 10                  | 34 : 29 (15 : 13) | SC Magdeburg Michael Damgaard Nielsen 8                        | 1.200 Zuschauer Spielbericht |
| Sa. 19. März 2016, 18:30 Uhr Jutlander Bank Arena, Aalborg         | Aalborg Håndbold Morten Slundt 7                         | 26 : 25 (15 : 11) | SC Magdeburg Robert Weber 7                                    | 3.741 Zuschauer Spielbericht |
| So. 20. März 2016, 13:30 Uhr Sala Polivalenta Ioan Kunst, Bukarest | Dinamo Bukarest Jakov Vranković 9                        | 26 : 27 (14 : 15) | Fraikin BM Granollers Adrià Figueras 7                         | 2.000 Zuschauer Spielbericht |
| So. 27. März 2016, 20:30 Uhr Palau d’Esports, Granollers           | Fraikin BM Granollers Ferrán Solé Sala 10                | 24 : 24 (13 : 10) | Aalborg Håndbold Sander Sagosen 7                              | 2.300 Zuschauer Spielbericht |
| So. 27. März 2016, 17:00 Uhr GETEC Arena, Magdeburg                | SC Magdeburg Michael Damgaard Nielsen, Robert Weber je 8 | 39 : 22 (17 : 9)0 | Dinamo Bukarest Seyed Mousavi Ghalehmirz, Jakov Vranković je 4 | 4.260 Zuschauer Spielbericht |

### Gruppe B
| Pl. | Mannschaft           | Sp. | S | U | N | T   | GT  | Diff | Pkt |
| --- | -------------------- | --- | - | - | - | --- | --- | ---- | --- |
| 1.  | HBC Nantes           | 6   | 5 | 0 | 1 | 176 | 151 | +25  | 10  |
| 2.  | Frisch Auf Göppingen | 6   | 4 | 0 | 2 | 198 | 161 | +37  | 08  |
| 3.  | Team Tvis Holstebro  | 6   | 3 | 0 | 3 | 167 | 180 | -13  | 06  |
| 4.  | OCI-Lions            | 6   | 0 | 0 | 6 | 154 | 203 | -49  | 0   |

| 10. Februar 2016, 20:45 Uhr Gråkjær Arena, Holstebro                     | Team Tvis Holstebro Patrick Wiesmach 10             | 34 : 31 (17 : 17) | Frisch Auf Göppingen Marcel Schiller 7   | 1.057 Zuschauer Spielbericht |
| Sa. 13. Februar 2016, 19:30 Uhr Fitland XL, Sittard                      | OCI-Lions Rob Schmeits, Ivo Steins, Luc Steins je 4 | 26 : 33 (12 : 16) | HBC Nantes Nicolas Claire 8              | 2.034 Zuschauer Spielbericht |
| So. 21. Februar 2016, 17:30 Uhr EWS Arena, Göppingen                     | Frisch Auf Göppingen Marcel Schiller 9              | 40 : 20 (22 : 10) | OCI-Lions Kay Smits 4                    | 2.650 Zuschauer Spielbericht |
| So. 21. Februar 2016, 20:00 Uhr Salle Sportive de la Trocardière, Nantes | HBC Nantes Valero Rivera 7                          | 32 : 23 (17 : 9)0 | Team Tvis Holstebro Patrick Wiesmach 7   | 4.000 Zuschauer Spielbericht |
| Sa. 27. Februar 2016, 19:30 Uhr EWS Arena, Göppingen                     | Frisch Auf Göppingen Daniel Fontaine 7              | 27 : 26 (14 : 13) | HBC Nantes Alberto Entrerríos 7          | 3.150 Zuschauer Spielbericht |
| So. 28. Februar 2016, 13:00 Uhr Gråkjær Arena, Holstebro                 | Team Tvis Holstebro Magnus Bramming 8               | 29 : 24 (17 : 13) | OCI-Lions João Ramos, Marco Vernooy je 5 | 1.188 Zuschauer Spielbericht |
| Sa. 5. März 2016, 19:30 Uhr Fitland XL, Sittard                          | OCI-Lions Dylan Vossen 7                            | 29: 31 (11 : 12)  | Team Tvis Holstebro Peter Balling 10     | 2.037 Zuschauer Spielbericht |
| So. 6. März 2016, 19:00 Uhr Salle Sportive de la Trocardière, Nantes     | HBC Nantes Alberto Entrerríos, Valero Rivera je 6   | 27 : 24 (13 : 10) | Frisch Auf Göppingen Marcel Schiller 6   | 4.421 Zuschauer Spielbericht |
| Sa. 19. März 2016, 19:30 Uhr EWS Arena, Göppingen                        | Frisch Auf Göppingen Adrian Pfahl 8                 | 36 : 23 (16 : 12) | Team Tvis Holstebro Peter Balling 7      | 3.250 Zuschauer Spielbericht |
| So. 20. März 2016, 19:00 Uhr Salle Sportive de la Trocardière, Nantes    | HBC Nantes David Balaguer 10                        | 30 : 24 (14 : 14) | OCI-Lions João Ramos 6                   | 4.152 Zuschauer Spielbericht |
| Sa. 26. März 2016, 19:30 Uhr Fitland XL, Sittard                         | OCI-Lions João Ramos 12                             | 31 : 40 (15 : 19) | Frisch Auf Göppingen Andreas Berg 10     | 2.143 Zuschauer Spielbericht |
| So. 27. März 2016, 15:00 Uhr Gråkjær Arena, Holstebro                    | Team Tvis Holstebro Egill Magnússon 8               | 27 : 28 (10 : 13) | HBC Nantes Witali Komogorow 9            | 918 Zuschauer Spielbericht   |

### Gruppe C
| Pl. | Mannschaft                 | Sp. | S | U | N | T   | GT  | Diff | Pkt |
| --- | -------------------------- | --- | - | - | - | --- | --- | ---- | --- |
| 1.  | Bjerringbro-Silkeborg      | 6   | 4 | 1 | 1 | 168 | 155 | +13  | 9   |
| 2.  | Saint-Raphaël Var Handball | 6   | 3 | 1 | 2 | 165 | 165 | 0±0  | 7   |
| 3.  | Pfadi Winterthur           | 6   | 1 | 2 | 3 | 160 | 162 | 0-2  | 4   |
| 4.  | SKA Minsk                  | 6   | 2 | 0 | 4 | 169 | 180 | -11  | 4   |

| Sa. 13. Februar 2016, 19:00 Uhr Sport Palace Uruchje, Minsk                  | SKA Minsk Uladsislau Kulesch 9                  | 31 : 27 (17 : 13) | Pfadi Winterthur Marcel Hess, Roman Sidorowicz je 7        | 2.350 Zuschauer Spielbericht |
| So. 14. Februar 2016, 18:00 Uhr JYSK Arena, Silkeborg                        | Bjerringbro-Silkeborg Mads Christiansen 7       | 31 : 26 (15 : 12) | Saint-Raphaël Var Handball Raphaël Caucheteux 7            | 1.745 Zuschauer Spielbericht |
| Sa. 20. Februar 2016, 20:00 Uhr Palais d. Sports JF Krakowski, Saint-Raphaël | Saint-Raphaël Var Handball Raphaël Caucheteux 7 | 31 : 29 (17 : 16) | SKA Minsk Uladsislau Kulesch, Aljaksandr Padschywalau je 5 | 1.000 Zuschauer Spielbericht |
| So. 21. Februar 2016, 16:00 Uhr Eulachhalle, Winterthur                      | Pfadi Winterthur Roman Sidorowicz 8             | 25 : 28 (13 : 14) | Bjerringbro-Silkeborg Mads Christiansen 5                  | 1.100 Zuschauer Spielbericht |
| Sa. 27. Februar 2016, 18:30 Uhr JYSK Arena, Silkeborg                        | Bjerringbro-Silkeborg Stefan Hundstrup 7        | 32 : 26 (15 : 14) | SKA Minsk Aliaksandr Bachko, Uladsislau Kulesch je 6       | 1.915 Zuschauer Spielbericht |
| Sa. 27. Februar 2016, 20:30 Uhr Palais d. Sports JF Krakowski, Saint-Raphaël | Saint-Raphaël Var Handball Aurelien Abily 7     | 28 : 28 (16 : 7)0 | Pfadi Winterthur Marcel Hess 8                             | 1.430 Zuschauer Spielbericht |
| So. 6. März 2016, 16:00 Uhr Eulachhalle, Winterthur                          | Pfadi Winterthur Pascal André Vernier 6         | 21 : 24 0(8 : 11) | Saint-Raphaël Var Handball Adrien Dipanda 9                | 1.650 Zuschauer Spielbericht |
| So. 6. März 2016, 19:00 Uhr Sport Palace Uruchje, Minsk                      | SKA Minsk Aljaksandr Pazykajlik 8               | 28 : 25 (13 : 13) | Bjerringbro-Silkeborg Nikolaj Markussen 7                  | 2.000 Zuschauer Spielbericht |
| Sa. 19. März 2016, 20:30 Uhr Palais d. Sports JF Krakowski, Saint-Raphaël    | Saint-Raphaël Var Handball Raphaël Caucheteux 7 | 23 : 25 (15 : 12) | Bjerringbro-Silkeborg Mads Christiansen 8                  | 1.000 Zuschauer Spielbericht |
| So. 20. März 2016, 16:00 Uhr Eulachhalle, Winterthur                         | Pfadi Winterthur Filip Gavranović 9             | 32 : 24 (16 : 11) | SKA Minsk Uladsislau Kulesch 10                            | 1.030 Zuschauer Spielbericht |
| So. 27. März 2016, 17:00 Uhr JYSK Arena, Silkeborg                           | Bjerringbro-Silkeborg Allan Damgaard Espersen 6 | 27 : 27 (15 : 15) | Pfadi Winterthur Marvin Lier, Pascal André Vernier je 5    | 1.690 Zuschauer Spielbericht |
| So. 27. März 2016, 19:00 Uhr Sport Palace Uruchje, Minsk                     | SKA Minsk Iwan Brouka, Uladsislau Kulesch je 8  | 31 : 33 (17 : 17) | Saint-Raphaël Var Handball Alexander Lynggaard 9           | 2.300 Zuschauer Spielbericht |

### Gruppe D
| Pl. | Mannschaft          | Sp. | S | U | N | T   | GT  | Diff | Pkt |
| --- | ------------------- | --- | - | - | - | --- | --- | ---- | --- |
| 1.  | Chambéry Savoie HB  | 6   | 4 | 2 | 0 | 161 | 141 | +20  | 10  |
| 2.  | Ystads IF HF        | 6   | 3 | 1 | 2 | 159 | 167 | 0-8  | 07  |
| 3.  | CSM Bucuresti       | 6   | 1 | 3 | 2 | 152 | 156 | 0-4  | 05  |
| 4.  | Helvetia Anaitasuna | 6   | 1 | 0 | 5 | 150 | 158 | 0-8  | 02  |

| Do. 11. Februar 2016, 20:30 Uhr Le Phare, Chambéry                    | Chambéry Savoie HB Queido Traoré 8                               | 32 : 22 (16 : 11) | Ystads IF HF Anton Hallbäck 7                                        | 3.500 Zuschauer Spielbericht |
| Sa. 13. Februar 2016, 20:00 Uhr Polideportivo Anaitasuna, Pamplona    | Helvetia Anaitasuna Juan Castro Álvarez 7                        | 28 : 22 (14 : 13) | CSM Bucuresti Javier Humet Gaminde, Andrei Nicusor Negru je 6        | 1.500 Zuschauer Spielbericht |
| Sa. 20. Februar 2016, 13:30 Uhr Ystad Arena, Ystad                    | Ystads IF HF Kim Andersson 9                                     | 32 : 31 (13 : 17) | Helvetia Anaitasuna Alejandro Costoya Rodríguez 8                    | 759 Zuschauer Spielbericht   |
| Sa. 20. Februar 2016, 15:30 Uhr Sala Polivalenta Ioan Kunst, Bukarest | CSM Bucuresti Javier Humet Gaminde, Saša Marijanac je 8          | 25 : 25 (12 : 12) | Chambéry Savoie HB Damir Bičanić 9                                   | 2.020 Zuschauer Spielbericht |
| Sa. 27. Februar 2016, 13:00 Uhr Sala Polivalenta Ioan Kunst, Bukarest | CSM Bucuresti Javier Humet Gaminde 9                             | 27 : 27 (13 : 11) | Ystads IF HF Kim Andersson 9                                         | 2.015 Zuschauer Spielbericht |
| Sa. 27. Februar 2016, 20:00 Uhr Polideportivo Anaitasuna, Pamplona    | Helvetia Anaitasuna Angel Perez de Inestrosa 5                   | 22 : 28 (12 : 14) | Chambéry Savoie HB Timothey N’Guessan 6                              | 1.500 Zuschauer Spielbericht |
| Sa. 5. März 2016, 13:30 Uhr Ystad Arena, Ystad                        | Ystads IF HF Lukas Nilsson 8                                     | 29 : 28 (14 : 14) | CSM Bucuresti Javier Humet Gaminde 11                                | 820 Zuschauer Spielbericht   |
| Sa. 5. März 2016, 20:30 Uhr Le Phare, Chambéry                        | Chambéry Savoie HB Marko Panić 6                                 | 26 : 23 (10 : 9)0 | Helvetia Anaitasuna A. Costoya Rodríguez, Á. Pérez de Inestrosa je 6 | 3.200 Zuschauer Spielbericht |
| Sa. 19. März 2016, 13:30 Uhr Ystad Arena, Ystad                       | Ystads IF HF Lukas Nilsson 7                                     | 26 : 27 (14 : 13) | Chambéry Savoie HB Damir Bičanić 6                                   | 728 Zuschauer Spielbericht   |
| Sa. 19. März 2016, 15:30 Uhr Sala Polivalenta Ioan Kunst, Bukarest    | CSM Bucuresti Andrei Nicusor Negru 7                             | 27 : 24 (16 : 11) | Helvetia Anaitasuna Juan Castro Álvarez 7                            | 1.200 Zuschauer Spielbericht |
| Sa. 26. März 2016, 20:00 Uhr Polideportivo Anaitasuna, Pamplona       | Helvetia Anaitasuna J. Castro Álvarez, A. Costoya Rodríguez je 5 | 22 : 23 (12 : 8)0 | Ystads IF HF Hampus Andersson 5                                      | 1.900 Zuschauer Spielbericht |
| So. 27. März 2016, 17:00 Uhr Le Phare, Chambéry                       | Chambéry Savoie HB Damir Bičanić 6                               | 23 : 23 (12 : 11) | CSM Bucuresti Javier Humet Gaminde 9                                 | 3.249 Zuschauer Spielbericht |

## Viertelfinale
Der Gastgeber des Finalturniers HBC Nantes war durch seinen Gruppensieg direkt für das Halbfinale gesetzt. Somit schied Ystads IF HF als schlechtester Gruppenzweiter aus, und es wurden nur drei Begegnungen ausgetragen.

### Ausgeloste Spiele und Ergebnisse
| Mannschaft 1                                                     | Mannschaft 2                             | Hinspiel                 | Rückspiel                | Gesamt         |
| ---------------------------------------------------------------- | ---------------------------------------- | ------------------------ | ------------------------ | -------------- |
| Fraikin BM Granollers 11 Marc Cañellas Reixach                   | Bjerringbro-Silkeborg 11 Sebastian Skube | So. 24.04.2016 17:30 Uhr | Sa. 30.04.2016 20:30 Uhr | 56 : 56 Anm. 1 |
| Fraikin BM Granollers 11 Marc Cañellas Reixach                   | Bjerringbro-Silkeborg 11 Sebastian Skube | 30 : 24 (12 : 11)        | 26 : 32 (15 : 18)        | 56 : 56 Anm. 1 |
| Fraikin BM Granollers 11 Marc Cañellas Reixach                   | Bjerringbro-Silkeborg 11 Sebastian Skube | 2.400 Zuschauer          | 1.876 Zuschauer          | 56 : 56 Anm. 1 |
| Saint-Raphaël Var Handball 14 Adrien Dipanda, Raphaël Caucheteux | Chambéry Savoie HB 9 Melvyn Richardson   | So. 24.04.2016 18:00 Uhr | Sa. 30.04.2016 20:30 Uhr | 52 : 54        |
| Saint-Raphaël Var Handball 14 Adrien Dipanda, Raphaël Caucheteux | Chambéry Savoie HB 9 Melvyn Richardson   | 30 : 25 (11 : 12)        | 22 : 29 (13 : 13)        | 52 : 54        |
| Saint-Raphaël Var Handball 14 Adrien Dipanda, Raphaël Caucheteux | Chambéry Savoie HB 9 Melvyn Richardson   | 1.500 Zuschauer          | 3.800 Zuschauer          | 52 : 54        |
| Frisch Auf Göppingen 11 Marcel Schiller                          | SC Magdeburg 16 Robert Weber             | Sa. 23.04.2016 19:30 Uhr | Mi. 27.04.2016 19:00 Uhr | 58 : 54        |
| Frisch Auf Göppingen 11 Marcel Schiller                          | SC Magdeburg 16 Robert Weber             | 31 : 25 (13 : 11)        | 27 : 29 (13 : 17)        | 58 : 54        |
| Frisch Auf Göppingen 11 Marcel Schiller                          | SC Magdeburg 16 Robert Weber             | 4.200 Zuschauer          | 4.765 Zuschauer          | 58 : 54        |

## Final Four

### Qualifizierte Teams
Für das Final Four in Nantes qualifizierten sich:
- HBC Nantes
- Chambéry Savoie HB
- Frisch Auf Göppingen
- BM Granollers

### Halbfinale
Die Auslosung der Halbfinalspiele fand am 3. Mai 2016 statt. Die Halbfinalpartien wurden am 14. Mai 2016 ausgespielt. Die beiden Gewinner zogen ins Finale des EHF Europa Pokal 2016 ein. Die Verlierer der Halbfinals bestritten am Finaltag das Spiel um Platz drei.

#### 1. Halbfinale
| Mannschaft 1  | Endergebnis       | Mannschaft 2 | Datum und Zeit              |
| ------------- | ----------------- | ------------ | --------------------------- |
| BM Granollers | 26 : 27 (12 : 12) | HBC Nantes   | Sa. 14. Mai 2016, 14:45 Uhr |

14. Mai 2015 im Salle Sportive de la Trocardière, Nantes, 4.100 Zuschauer.

#### 2. Halbfinale
| Mannschaft 1       | Endergebnis      | Mannschaft 2         | Datum und Zeit              |
| ------------------ | ---------------- | -------------------- | --------------------------- |
| Chambéry Savoie HB | 25 : 28 (14 : 9) | Frisch Auf Göppingen | Sa. 14. Mai 2016, 17:30 Uhr |

14. Mai 2015 im Salle Sportive de la Trocardière, Nantes, 4.000 Zuschauer.

#### Spiel um Platz 3
| Mannschaft 1       | Endergebnis | Mannschaft 2          | Datum und Zeit   |
| ------------------ | ----------- | --------------------- | ---------------- |
| Chambéry Savoie HB | 21 : 25     | Fraikin BM Granollers | So. 15. Mai 2016 |

Aufstellungen
- Chambery Savoie: Genty; Traore, Da Silva (1), Richardson (1), Paty (9), N’Guessan (5), Paturel; Panic (2), Benjamin Gille, Bašić, Detrez (2) und Bičanić (1).
- Fraikin Granollers: Almeida; Marc García (1), Ferrer, Arnau García (2), Solé (10), Resina (1), Pacheco (1); Teixeira, Blanxart, Pérez (2), Figueras (6), Marc Cañellas (2) und Álex Márquez.

Salle Sportive de la Trocardière, Nantes, 4.000 Zuschauer

### Finale
Das Finale fand am 15. Mai 2016 statt. Mit Frisch Auf Göppingen konnte sich in der vierten Auflage dieses Wettbewerbs die dritte deutsche Mannschaft den Titel holen.
| Mannschaft 1         | Endergebnis       | Mannschaft 2 | Datum und Zeit              |
| -------------------- | ----------------- | ------------ | --------------------------- |
| Frisch Auf Göppingen | 32 : 26 (13 : 10) | HBC Nantes   | So. 15. Mai 2016, 17:30 Uhr |